# Linate
Linate (Linaa in dialetto milanese, AFI: [liˈnɑː]) è un quartiere del comune di Peschiera Borromeo, nella città metropolitana di Milano.

## Storia

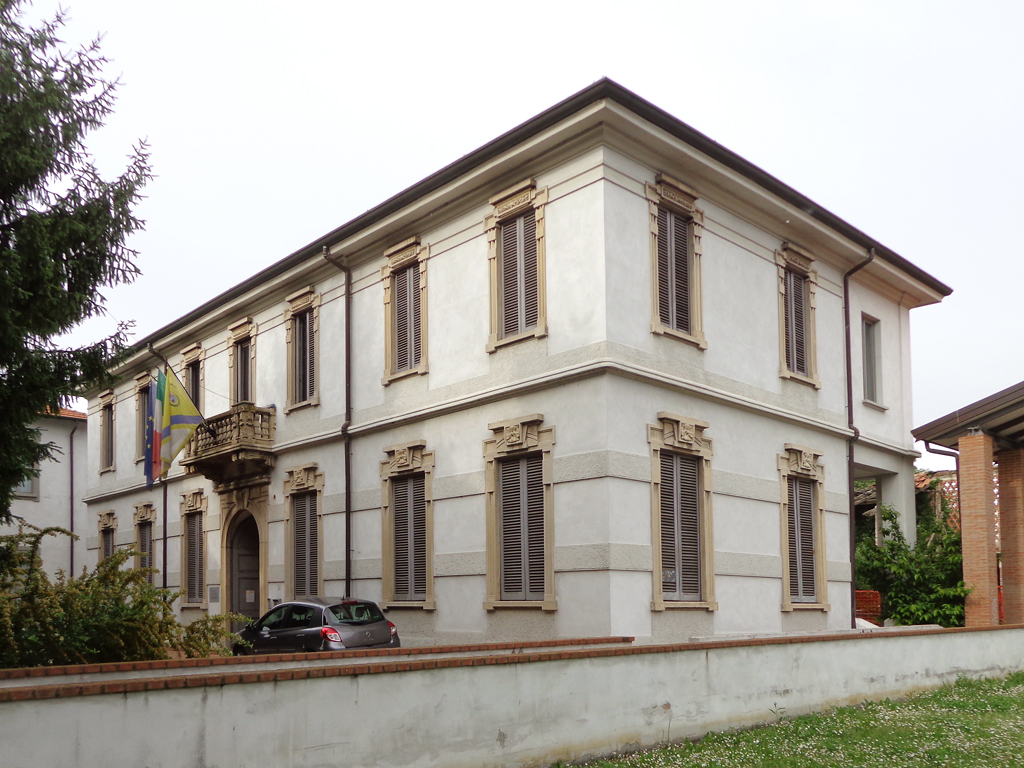
L'ex municipio

Da Linate, in epoca romana, passava la via Regina, strada romana che collegava il porto fluviale di Cremona (la moderna Cremona) con Clavenna (Chiavenna) passando da Mediolanum (Milano). Linate, borgo agricolo di antica origine, si componeva originariamente delle due località di Linate Superiore e Linate Inferiore, la seconda infeudata al monastero di Gessate. Deve il suo nome alle coltivazioni di lino presenti nel territorio in epoche passate. Nell'ambito della suddivisione del territorio milanese in pievi, apparteneva alla pieve di Mezzate, e confinava con Casanova e Novegro a nord, Mezzate ad est, Foramagno a sud, e San Donato, Morsenchio e i Corpi Santi ad ovest. Nei registri del 1751 il villaggio fece registrare 185 residenti.
In età napoleonica, dal 1808 al 1816, l'ex comune di Linate fu aggregato alla città di Milano, recuperando un'effimera autonomia con la costituzione del Regno Lombardo-Veneto. A quei tempi la località contava 400 anime. Il comune di Linate fu infine aggregato a Mezzate nel 1841 dal governo austriaco.
Nel 1916 la sede comunale di Mezzate fu trasferita a Linate, e il comune di Mezzate assunse la denominazione di Linate al Lambro. Dopo la Grande guerra, tale comune sfiorava i 4000 residenti. Nel 1925, nell'ambito della ridefinizione dei confini sudorientali del capoluogo meneghino, la frazione di Morsenchio fu staccata da Linate ed annessa a Milano. Negli anni trenta del XX secolo Linate diede il nome all'aeroporto di Milano, intitolato al pioniere dell'aviazione Enrico Forlanini, costruito a nord del centro abitato, che causò la scomparsa della località di Linate Superiore.
Nel 1933 il comune di Linate al Lambro venne aggregato al comune di Peschiera Borromeo. Dopo la Seconda guerra mondiale, a causa dell'ampliamento dell'aeroporto, la località di Linate fu divisa dal resto del territorio comunale. Il centro abitato è invece contiguo al quartiere Ponte Lambro di Milano.

### Simboli
Al comune di Linate al Lambro venne concesso uno stemma con regio decreto del 1º giugno 1931. Era uno scudo di azzurro su cui era rappresentata una fascia ondata d'argento, accompagnata in capo da un piccone e una vanga passati in decusse, e in punta da un aratro, il tutto d'oro. Motto: Vera vis Deus et labor.

## Infrastrutture e trasporti
Parte del territorio dell'antico comune di Linate è al giorno d'oggi occupato dall'aeroporto omonimo.
La linea automobilistica 66, gestita da ATM, collega Linate ai quartieri limitrofi e al centro di Milano.